# Ле-Фога
Ле-Фога́ (фр. Le Fauga, окс. Le Haugar) — коммуна во Франции, находится в регионе Юг — Пиренеи. Департамент — Верхняя Гаронна. Входит в состав кантона Мюре. Округ коммуны — Мюре.
Код INSEE коммуны — 31181.

## География
Коммуна расположена приблизительно в 620 км к югу от Парижа, в 26 км к юго-западу от Тулузы.
По территории коммуны протекают реки Гаронна и Луж.

## Климат
Климат умеренно-океанический. Зима мягкая и снежная, весна характеризуется сильными дождями и грозами, лето сухое и жаркое, осень солнечная. Преобладают сильные юго-восточные и северо-западные ветры.

## Население
Население коммуны на 2010 год составляло 1776 человек.
| 1962 | 1968 | 1975 | 1982 | 1990 | 1999 | 2010 |
| ---- | ---- | ---- | ---- | ---- | ---- | ---- |
| 424  | 489  | 546  | 708  | 889  | 1100 | 1776 |

## Администрация
| Период | Период | Фамилия        | Партия                  | Примечания |
| ------ | ------ | -------------- | ----------------------- | ---------- |
| 1989   | 2014   | Жан-Клод Камбю | Социалистическая партия |            |
| 2014   | 2020   | Марио Исайа    | Социалистическая партия |            |

## Экономика
В 2010 году среди 1161 человека трудоспособного возраста (15—64 лет) 911 были экономически активными, 250 — неактивными (показатель активности — 78,5 %, в 1999 году было 73,0 %). Из 911 активных жителей работали 824 человека (432 мужчины и 392 женщины), безработных было 87 (28 мужчин и 59 женщин). Среди 250 неактивных 100 человек были учениками или студентами, 66 — пенсионерами, 84 были неактивными по другим причинам.

## Фотогалерея

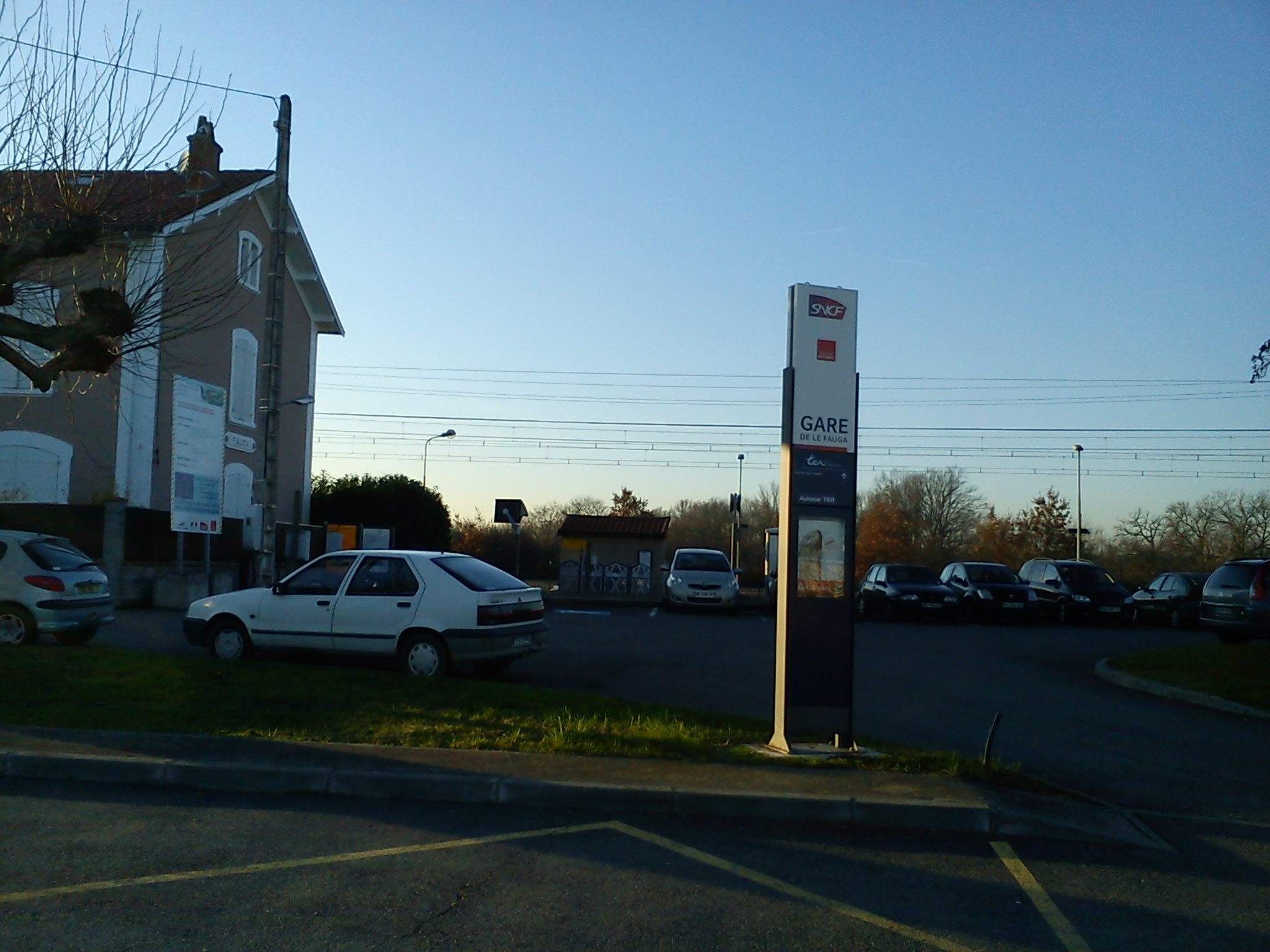
Вокзал
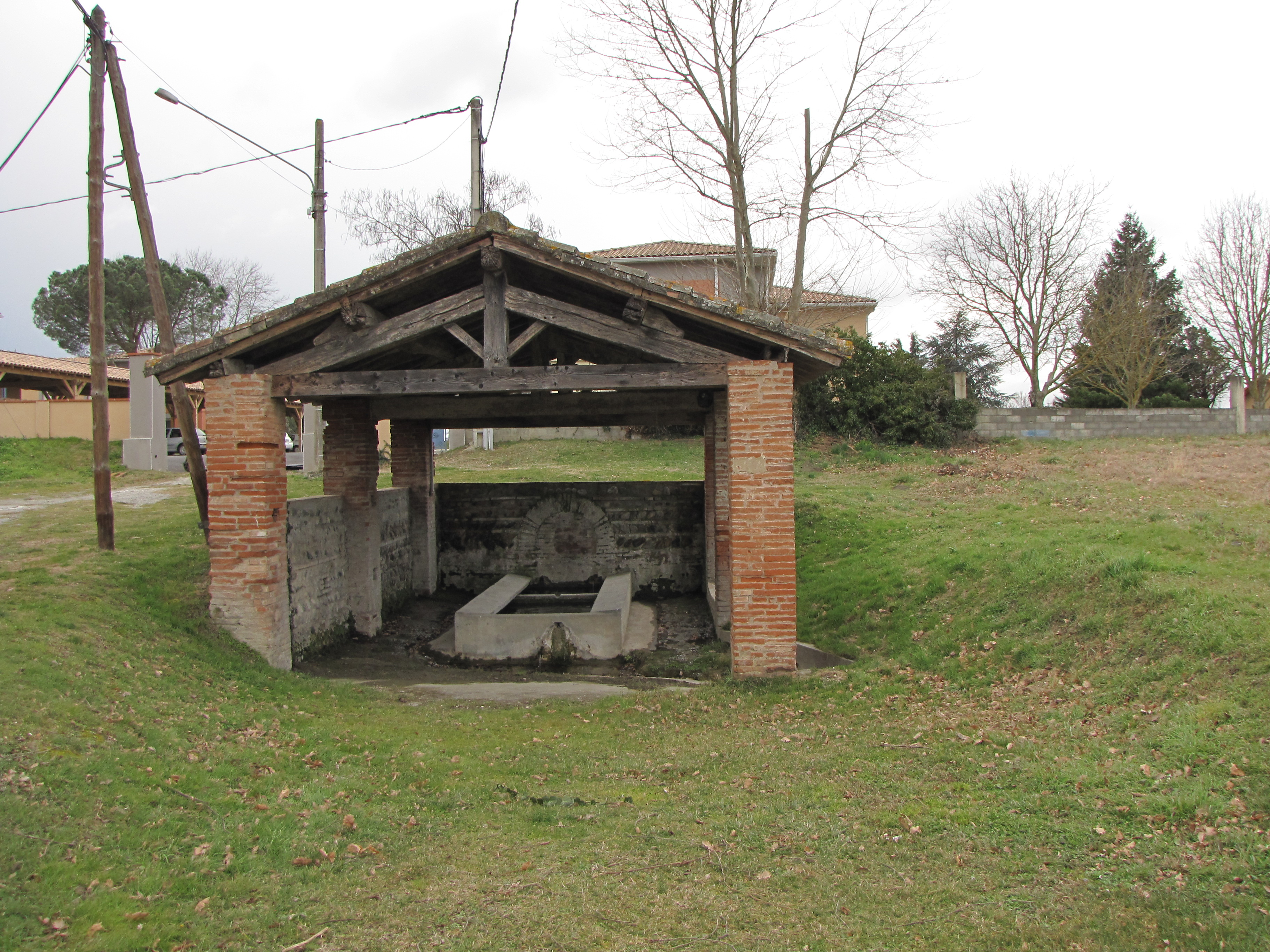
Старая общественная прачечная
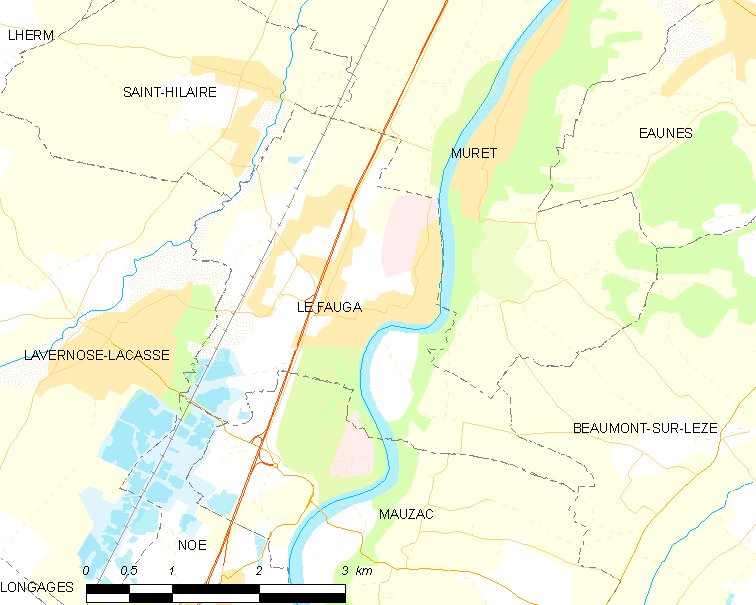
Карта коммуны